# 磐井玲子
磐井 玲子（いわい れいこ、1970年5月11日 - )は、日本のAV女優。LINX所属。

## 略歴
2022年8月にAVデビュー、センタービレッジの専属女優となる。

## 人物
趣味は舞台鑑賞。

## 作品

### アダルトDVD
- 初撮り五十路妻ドキュメント（8月18日、センタービレッジ）
- 初撮り五十路妻、ふたたび。（9月22日、センタービレッジ）
- 一回だけならセックスしても良いわよね…のつもりが息子にイカされ続けて沼堕ちした母親（10月20日、センタービレッジ）

- 我が家の美しい姑（1月5日、センタービレッジ）
- 「初めてがおばさんと生じゃいやかしら？」童貞くんが人妻熟女と最高の筆下ろし性交（2月2日、センタービレッジ）
- 声が出せない絶頂授業で10倍濡れる人妻教師 （3月16日、センタービレッジ）
- 母性溢れる豊満なオバさんが大好きなナンパ師が令和で一番勃起した人妻熟女、流出します。峰子さん（47歳）（6月6日、乳と母/エマニエル）
- 夫の面影を持つ息子と未亡人母（7月5日、プラネットプラス）
- 浮気をされた腹いせに家政夫で欲求不満を晴らす淫乱妻（8月1日、KSB企画/エマニエル）
- 母子交尾～榛名二ツ岳路～（8月15日、ルビー）